# Concours féminin de trampoline aux Jeux olympiques d'été de 2012
Navigation
Pékin 2008 Rio de Janeiro 2016
Le concours féminin de trampoline des Jeux olympiques d'été de 2012 a eu lieu le 4 août dans la North Greenwich Arena de Londres.

## Médaillées
| Or                  | Argent         | Bronze   |
| Rosannagh MacLennan | Huang Shanshan | He Wenna |

## Format de la compétition
La compétition se déroule en deux temps avec d'abord les qualifications puis la finale. En qualification, les gymnastes exécutent deux exercices : un obligatoire et un libre. Les scores des deux sont additionnés et les huit meilleures gymnastes se qualifient pour la finale. La finale est composée d'un seul exercice avec les scores des qualifications qui ne comptent pas.

## Qualification
Pour cette épreuve, les gymnastes se sont qualifiés via les Championnats du monde de trampoline 2011 qui ont lieu à Birmingham en novembre 2011 et les épreuves pré-olympiques qui ont eu lieu en janvier 2012 à la North Greenwich Arena.

## Calendrier
Toutes les heures sont en British Summer Time (UTC+1).
| Date               | Temps | Tour                     |
| ------------------ | ----- | ------------------------ |
| Samedi 4 août 2012 | 14:00 | Qualifications et finale |

## Résultats

### Finale
| Position                            | Athlète             | Pays        | Difficulté | Exécution | Temps de vol | Pénalité | Total  | Note |
| ----------------------------------- | ------------------- | ----------- | ---------- | --------- | ------------ | -------- | ------ | ---- |
| Médaille d'or, Jeux olympiques      | Rosannagh MacLennan | Canada      | 15,400     | 25,600    | 16,305       |          | 57,305 |      |
| Médaille d'argent, Jeux olympiques  | Huang Shanshan      | Chine       | 15,000     | 25,400    | 16,330       |          | 56,730 |      |
| Médaille de bronze, Jeux olympiques | He Wenna            | Chine       | 14,800     | 24,800    | 16,350       |          | 55,950 |      |
| 4                                   | Karen Cockburn      | Canada      | 14,800     | 25,000    | 16,060       |          | 55,860 |      |
| 5                                   | Tatsiana Piatrenia  | Biélorussie | 14,400     | 25,200    | 16,070       |          | 55,670 |      |
| 6                                   | Savannah Vinsant    | États-Unis  | 14,500     | 24,400    | 16,065       |          | 54,965 |      |
| 7                                   | Luba Golovina       | Géorgie     | 14,400     | 23,100    | 15,425       |          | 52,925 |      |
| 8                                   | Victoria Voronina   | Russie      | 6,100      | 9,200     | 6,615        |          | 21,915 |      |

### Qualification
| Position | Athlète             | Pays               | Obligatoire | Libre  | Pénalité | Total   | Notes |
| -------- | ------------------- | ------------------ | ----------- | ------ | -------- | ------- | ----- |
| 1        | He Wenna            | Chine              | 48,860      | 56,640 |          | 105,500 | Q     |
| 2        | Huang Shanshan      | Chine              | 48,499      | 56,260 |          | 104,759 | Q     |
| 3        | Tatsiana Piatrenia  | Biélorussie        | 48,785      | 55,970 |          | 104,755 | Q     |
| 4        | Rosannagh MacLennan | Canada             | 48,230      | 56,220 |          | 104,450 | Q     |
| 5        | Karen Cockburn      | Canada             | 47,900      | 56,045 |          | 103,945 | Q     |
| 6        | Luba Golovina       | Géorgie            | 47,805      | 53,935 |          | 101,740 | Q     |
| 7        | Savannah Vinsant    | États-Unis         | 46,400      | 54,955 |          | 101,355 | Q     |
| 8        | Victoria Voronina   | Russie             | 47,150      | 53,845 |          | 100,995 | Q     |
| 9        | Kat Driscoll        | Grande-Bretagne    | 46,335      | 54,650 |          | 100,985 |       |
| 10       | Anna Dogonadze      | Allemagne          | 46,540      | 53,830 |          | 100,370 |       |
| 11       | Ana Rente           | Portugal           | 47,265      | 53,010 |          | 100,275 |       |
| 12       | Ekaterina Khilko    | Ouzbékistan        | 47,240      | 52,050 |          | 99,290  |       |
| 13       | Andrea Lenders      | Pays-Bas           | 46,270      | 51,845 |          | 98,115  |       |
| 14       | Ayano Kishi         | Japon              | 45,745      | 52,240 |          | 97,985  |       |
| 15       | Zita Frydrychová    | République tchèque | 44,345      | 32,215 |          | 76,560  |       |
| 16       | Maryna Kyiko        | Ukraine            | 41,940      | 31,520 |          | 73,460  |       |